# Jurn de Vries
Jurjen Pieter (Jurn) de Vries (Vrouwenpolder, 1 februari 1940) is een Nederlands voormalig politicus, journalist en hoofdredacteur. Namens het Gereformeerd Politiek Verbond (GPV) en de ChristenUnie was hij in de periode 1999 tot 2003 en in 2007 lid van de Eerste Kamer der Staten-Generaal.

## Levensloop
De Vries was aanvankelijk een journalist die al van jongs af politiek actief was in het GPV. Hij studeerde van 1957 tot 1963 theologie aan de Theologische Hogeschool in Kampen. In 1963 werd De Vries redacteur van het Gereformeerd Gezinsblad. Van 1974 tot 2001 was hij hoofdredacteur van het Nederlands Dagblad. Hij was actief in de gemeenteraad van Amersfoort en in diverse aan het GPV gelieerde organisaties. Hij maakte deel uit van de staatscommissie-Biesheuvel, commissie-De Koning en de Staatscommissie Grondwet.
Bij de Eerste Kamerverkiezingen van 1999 werd De Vries namens het GPV gekozen in de Eerste Kamer. Hij zou één periode in de senaat blijven. Voor de ChristenUnie was hij van 2005 tot 2006 lid van een commissie bestuurlijke vernieuwing. Op 27 februari 2007 kwam hij terug in de Eerste Kamer, als tussentijds opvolger van Eimert van Middelkoop die minister van Defensie werd. Na de Eerste Kamerverkiezingen van 2007 keerde De Vries niet meer terug.
Op 25 mei 2011 promoveerde De Vries aan de Theologische Universiteit van de Gereformeerde Kerken vrijgemaakt te Kampen. De titel van zijn proefschrift is Een theocratisch visioen, De verhouding van religie en politiek volgens A.A. van Ruler.

## Persoonlijk
Jurn de Vries is lid van de Gereformeerde Kerken vrijgemaakt. Hij is de schoonzoon van Piet Jongeling, zijn voorganger als hoofdredacteur bij het Nederlands Dagblad.
- Gemeinsame Normdatei: 1017458162
- Parlement.com: vg09llkv5tzc
- Virtual International Authority File: 294478633